# Der Schmied von Gent
Der Schmied von Gent ist eine „Große Zauberoper“ in drei Akten (neun Bildern) von Franz Schreker auf ein eigenes Libretto nach Smetse Smee aus den Légendes flamandes (1858) von Charles De Coster in Albert Wesselskis Übersetzung Vlämische Mären (1916). Die Uraufführung fand am 29. Oktober 1932 in der Städtischen Oper Berlin statt.

## Handlung
Die Oper spielt in Gent im 16. Jahrhundert, gegen Ende des Achtzigjährigen Kriegs. Der fleißige Schmied Smee ist ein Anhänger der niederländischen Geusen, die sich gegen die spanische Besatzung auflehnen. Nachdem ihn sein Konkurrent Slimbroek deswegen in Verruf gebracht hat, verliert er seine Kundschaft und gerät ins Elend. Im Zorn wirft er Slimbroek in den Fluss und will sich anschließend selbst das Leben nehmen. Da schlagen ihm Stimmen aus der Hölle einen Pakt vor: Er kann sieben Jahre in Glück und Reichtum leben, wenn er ihnen danach seine Seele überlässt. Smee geht darauf ein.
In seinem neuen Wohlstand denkt Smee nicht nur an sich selbst und seine Familie, sondern kümmert sich auch wohltätig um die Armen der Stadt. Nun sind die sieben Jahre um, und er überlegt, wie er aus dem Pakt wieder herauskommen kann. Ein Bettler mit seiner Frau und einem kleinen Kind bittet ihn um Hilfe. Smee beschlägt seinen Esel kostenlos neu und beschenkt die Familie reichlich. Der Bettler gibt sich als der heilige Josef zu erkennen und verspricht Smee als Lohn die Erfüllung dreier Wünsche. Smee wünscht sich, dass niemand mehr gegen seinen Willen von seinem Pflaumenbaum herunterklettern, aus seinem Lehnstuhl aufstehen oder aus seinem Sack schlüpfen kann. Kurz darauf kommen im Auftrag der Hölle nacheinander der Henker Jakob Hessels, der Blutherzog Alba und Astarte. Smee setzt Hessels auf seinem Baum fest, Alba in seinem Lehnstuhl und Astarte in seinen Sack, verprügelt sie und erhält von letzterer sogar seinen Pakt zurück. Luzifer persönlich vernichtet daraufhin Smees Schmiede.
Unmittelbar danach stirbt der plötzlich gealterte Smee. An der Höllenpforte fürchtet man sich jedoch vor ihm und lässt ihn nicht ein. Auch Petrus am Himmelstor verweigert ihm den Eintritt, da er noch seinen Sack mit Lebensmitteln aus der Hölle bei sich hat. Smee eröffnet am Tor eine Schenke für die ankommenden Seelen, in der er nach deren Tod mit seinem Gesellen Flipke und seinem ehemaligen Konkurrenten Slimbroek zecht. Als schließlich auch seine Frau in den Himmel kommt, versucht er, sich unter ihrem Rock hinein zu mogeln. Petrus bemerkt den Trick jedoch. Seine Frau wendet sich an den heiligen Josef, der Smees gute und schlechte Taten gegeneinander aufwiegt und ihn mit seinen Kumpanen in den Himmel lässt.

### Erster Akt
1. Bild. Smees Schmiede
Szene 1. Smee und seine Gesellen freuen sich über den Klang ihrer Arbeitsgeräte. Seine Frau findet zwar, dass er seine Leute zu sehr antreibt, doch da er selbst mitmacht, sind alle fröhlich bei der Sache.
Szene 2. Ein Knappe bringt das Pferd seines Herrn Don d’Avila zum Beschlagen herbei. Er richtet Smee aus, dass sein Herr keinen „Geusenzauber“ bei der Arbeit wolle. Höhnisch stimmen die Schmiede ein kämpferisches „Geusenlied“ an. Smees Frau warnt vor dem neidischen Konkurrenten Slimbroek.
2. Bild. Vor Smees Haus
Szene 3. Auf einer Bank sitzend betet die Frau um ein Ende Slimbroeks „am Misthaufen“, da seinetwegen die Kundschaft ausbleibe und ihre Familie ins Elend geraten sei. Smees Schmiedefeuer ist mittlerweile erloschen.
3. Bild. Vor Slimbroeks Schmiede
Szene 4. Adlige bedrängen den „hässlichen rothaarigen“ Slimbroek, endlich ihre Aufträge fertigzustellen. Er muss sie jedoch vertrösten, weil ihm die benötigten Gesellen fehlen. Hämisch verweist er darauf, dass sie doch auch zu seinem Konkurrenten Smee gehen könnten. Dieser und alle seine Gesellen seien allerdings reformierte Geusen. Er humpelt in seine Schmiede, wobei er seine Flasche mitnimmt, aus der er während des Gesprächs getrunken hat.
Szene 5. Die Adligen unterhalten sich über Slimbroeks üblen Charakter. Sie wagen sich jedoch nicht mehr in die Schmiede Smees, der ihnen eigentlich lieber wäre.
Szene 6. Nachdem sich die Adligen zurückgezogen haben, kommt Slimbroek angetrunken wieder aus seiner Schmiede.
Szene 7. Slimbroek macht sich über den verarmten Smee lustig. Zum Gelächter der anwesenden Bürger und Schiffer wirft Smee ihn in den Fluss Leie. Slimbroek stößt Drohungen aus.
4. Bild. Stadtgraben am Fluss
Szene 7. Smee ist zwar gerächt, doch immer noch verarmt und ohne Hoffnung auf eine bessere Zukunft. In seiner Verzweiflung beschließt er, seinem Leben ein Ende zu bereiten. Da sprechen ihn Stimmen aus der Hölle an und schlagen einen Handel vor: Wenn er ihnen seine Seele verkauft, soll er sieben Jahre in Reichtum leben. Anschließend soll er nicht etwa in der Hölle brennen, sondern sie werden ihn aufessen. Smee akzeptiert und unterschreibt auf dem schwarzen Papier, dass vor ihm herunter flattert.
5. Bild. Smees Schmiede
Szene 8. Eine flammende Kugel rollt vom Hintergrund auf die Schmiede zu. Smee läuft dem Licht entgegen.
Szene 9. Die Frau, die sich vor Schrecken nicht mehr in die Schmiede traut, berichtet Smee aus dem Nebenzimmer, wie die Kugel beim Zerplatzen „Lärm wie tausend Donner“ gemacht habe. Daraufhin habe sich die Werkstatt von alleine aufgeräumt und das Schmiedefeuer entzündet.
Szene 10–12. Verschiedene Händler bringen Lebensmittel, Bier und Wein. Smee beruhigt seine erschrockene Frau damit, dass dies Vorschüsse auf neue große Aufträge seien, die man ihm übertragen habe.
Szene 13. Ein Mann, „steif, blond, schmieriger Kittel, dicker Kopf, bleich, mit einer Laterne und einem Grabscheit“, gräbt im Boden der Schmiede einen Sack mit Goldmünzen aus, gibt der Frau eine Ohrfeige und entschwindet wieder.
Szene 14. Auch die von einem Unbekannten herbeigerufenen Schmiedegesellen erscheinen wieder. Jetzt sind Smee und seine Frau alle Sorgen los.

### Zweiter Akt
Garten vor Smees Schmiede, sieben Jahre später
Szene 1. Smee ist jetzt reich und hoch geehrt. Man hat ihm sogar einen Sitz im Senat angeboten. Doch da sich seine Frist dem Ende naht, macht er sich Gedanken über die Zukunft. Es bedrückt ihn auch, dass es immer noch Arme in der Stadt gibt, obwohl er sie so großzügig unterstützt.
Szene 2. Nachdem seine Frau in die Küche gegangen ist, grübelt Smee darüber nach, dass es in der Hölle keine Natur, keine Werkleute und keine Frau gibt.
Szene 3 (Pastorale). Ein ärmlich gekleideter Bürger erscheint mit seiner Frau, die auf einem Esel reitet und einem nackten Kleinkind im Arm hält. Er bittet Smee darum, sein Reittier neu zu beschlagen. Smee nimmt die Arbeit selbst kostenlos vor und beschenkt die Bettler zudem reichlich mit Lebensmitteln. Daraufhin gibt sich der Bettler als Josef, Gatte der „hochheil’gen Jungfrau Maria“, zu erkennen und verspricht ihm die Erfüllung dreier Wünsche. Nach kurzer Überlegung, wie er seinem Schicksal entgehen könnte, wünscht sich Smee, dass niemand mehr gegen seinen Willen von seinem Pflaumenbaum herunterklettern, aus seinem Lehnstuhl aufstehen oder aus seinem Sack schlüpfen kann. Joseph verspricht das, segnet Smee und setzt seine Reise fort.
Szene 4. Aus Freude über seinen Plan fängt Smee an, mit seiner Frau zu tanzen.
Szene 5. Weitere Personen erscheinen, um an Smees Fest teilzunehmen. Da meldet der Gesell Flipke einen „recht ekligen Kerl“, der Smee sprechen wolle. Smee schickt alle fort.
Szene 6. Da die sieben Jahre um sind, kommt Jakob Hessels, „der größte Ketzerschlächter und Henker“, aus der Hölle, um Smee abzuholen. Er gestattet es Smee nicht einmal, sich von seiner Familie zu verabschieden. Doch er erlaubt ihm, noch einmal auf seinen Pflaumenbaum zu steigen, um sich dort satt zu essen. Oben angekommen schwärmt Smee so sehr von den guten Pflaumen, dass ihm Hessels nachsteigt, um selbst zu kosten. Er klebt dort fest und wird von Smee verdroschen, der den Pakt herauszwingen möchte. Doch da Hessels selbst nur eine bestrafte Seele ist und den Vertrag nicht bei sich hat, lässt Smee ihn laufen.
Szene 7. Dem nächsten Abgesandten der Hölle, dem von der Reise ermüdeten „Blutherzog“ Alba, lässt Smee von Flipke und den Gesellen seinen schweren Lehnstuhl bringen.
Szene 8. Nachdem Alba im Lehnstuhl festsitzt, verspotten ihn die Gesellen mit Geusenliedern und schlagen so lange auf ihn ein, bis er mitsamt dem Lehnstuhl im Boden versinkt, aus dem dann eine Flamme herausschießt. Smee hat seinen Vertrag immer noch nicht zurück.
Szene 9. Der Rauch verflüchtigt sich allmählich. An Stelle des Lehnstuhls ist nun Astarte zu sehen, die „Stimme der glitzernden Bäume“, mit einer Krone auf dem Haupt. Sie ist unter ihrem blutroten Purpurmantel nackt, ihr Körper mit Wunden bedeckt. Sie selbst hat damals den Pakt eingefädelt, der Smee aus seiner Not gerettet hat. Smee behauptet, sein Sack, den er einst vom heiligen Josef selbst erhalten habe, könne ihre Wunden heilen. Astarte schlüpft hinein und ist gefangen. Smee fordert für ihre Freilassung das schwarze Papier mit dem Pakt zurück. Da erscheint seine Frau, der Smee nun alles erklärt. Sie besprüht Astarte zornig mit Weihwasser. Dieser bleibt nichts anderes mehr übrig, als den Pakt herauszurücken. In diesem Moment bricht die Schmiede auseinander. Im Hintergrund zwischen den Mauern erscheint Luzifer, „nackt und schön mit einem Banner“, auf dem in feurigen Lettern steht: „Schöner als Gott!“. Auf seinen Wink kommen alle möglichen Lebensmittel aus der Schmiede gelaufen, um die sich Luzifers Diener balgen. Die Fluten der Leie erheben sich, und alles versinkt in den Wellen.

### Dritter Akt
1. Bild. Vor den Trümmern der Schmiede, früher Morgen
Szene 1. Smee ist plötzlich alt geworden und legt sich zum Sterben hin. Er bittet seine Frau, ihm sein Kleid zu lassen, da er nach dem Tod als Schmied weiter wandern will. Seine Frau will für ihn beten und hofft, ihn „am Ziel“ wiederzufinden. Zu den Klängen eines Trauermarschs zündet sie zwei Kerzen an, die sie zu beiden Seiten ihres Mannes aufstellt. Die Bühne verfinstert sich, und schließlich verlöschen auch die Kerzen. Ein grünes Licht beginnt zu leuchten. Smee steht auf, packt Lebensmittel in seinen Sack und geht fort.
2. Bild. Straße
Szene 2. Smee kommt an einem schwarzen Haus vorbei, aus dem Flammen lodern. Er bleibt stehen. Der Pförtner (Hessels) und die Teufel erkennen den „tückischen Schmied“ und schließen entsetzt die Tore. Auch Astarte lässt ihn nicht in die Hölle ein, sondern jagt ihn „mit verhaltener Zärtlichkeit“ fort.
3. Bild. Am Himmelstor
Szene 3. Smee gelangt zum Tor des Paradieses, wo er die Engel das Gloria singen hört.
Szene 4. Petrus erscheint und weist Smee ab, da er noch immer seinen Sack bei sich trägt.
Szene 5. Nun weiß Smee nicht mehr weiter. Er will wissen, was es mit dem Sack auf sich hat, öffnet ihn und bemerkt erstaunt, dass er voller Lebensmittel ist, die ihm offenbar Astarte zugesteckt hat. Er beschließt, vor der Pforte des Paradieses eine Schenke für die „müden Himmelswand’rer“ zu eröffnen. So kann er Geld verdienen und zudem noch ein gutes Werk tun, bis ihn der „heilige Brummbär“ einlässt. Petrus Stimme erklingt: „Smee!“
Szene 6. Als erstes taucht Slimbroek auf. Smee bietet ihm zu essen und zu trinken an und behauptet, sein Amt sei eine Art „Probezeit“.
Szene 7. Smee baut einen einfachen Tisch und Stuhl auf, als sein Geselle Flipke daher kommt. Dieser ist beim Einsturz der Schmiede ums Leben gekommen und informiert Smee darüber, dass seine Frau schwer erkrankt sei.
Szene 8. Kurz darauf fliegt eine Seele – Smees Frau – eilig auf das Tor zu. Smee ruft ihr zu, dass er ebenfalls hinein möchte. Sie versteckt ihn unter ihrem Rock.
Szene 9. Als die Frau schüchtern an die Himmelstür pocht, entdeckt Petrus unter dem Rock Smees Beine. Smee muss weiterhin draußen bleiben, doch seine Frau verspricht ihm, sich bei Josef für ihn einzusetzen. Smee will sich unterdessen betrinken.
Szene 10. Die Frau wirft Smee einen Kuchen über die Himmelsmauer, den er mit Flipke und Slimbroek teilt. Die drei stimmen ein fröhliches Trinklied an, bis Petrus wegen der Ruhestörung ungehalten wird. Die Himmelstür fliegt auf, und der heilige Josef erscheint mit den himmlischen Heerscharen, zwei Engeln mit einer gewaltigen Waage und Smees Frau.
Szene 11. Josef verlangt eine Erklärung von Petrus, warum der gute Schmied nicht ins Paradies eingelassen wird. Das Problem war tatsächlich der Sack, in dem der Teufel gesteckt hatte und der immer noch voller Lebensmittel von des Teufels Geld war. Josef wiegt nun Smees guten und schlechten Taten gegeneinander auf. Den Ausschlag gibt letztlich das Verprügeln der Teufel. Er darf ins Paradies eintreten und auch seine Zechkumpanen mitbringen. Das Tor öffnet sich weit und gibt den Blick auf die Himmelsstadt und die mit Palmenzweigen winkenden himmlischen Heerscharen preis, die ihn mit diesen Worten begrüßen: „Heil dem tapferen Smee, der die Teufel verhauen hat!“

## Gestaltung
Aufgrund der politischen Aussagen der Handlung wurde gelegentlich die Vermutung geäußert, dass sich Schreker mit seiner Oper auf den beginnenden Nationalsozialismus beziehen wollte. Dafür lassen sich jedoch keine biografischen Nachweise finden. Deutlich sind allerdings die Gemeinsamkeiten zwischen der Unterdrückung der niederländischen Geusen aus religiösen Motiven und dem immer stärker werdenden Antisemitismus zur Entstehungszeit der Oper.
Wie schon in seiner Oper Der Schatzgräber von 1920 bemüht sich Schreker um eine größere musikalische Vereinfachung in Harmonie und Form. Passend zum Sujet gibt einige in sich abgeschlossene volkstümliche Nummern wie das Geusenlied (I.2), die Tanzszene (II.5) oder das Trinklied (III.10). Auch die Passacaglia Albas (II.7) und der Trauermarsch beim Tod des Schmieds (III.1) verweisen auf ältere Musikformen. Gleichzeitig enthält die Musik aber auch klanglich modernere Elemente. Die Verführungsszene der Astarte illustriert Schreker auf sinnliche Weise. Beim Auftritt Luzifers setzt er das umfangreiche Schlagzeuginstrumentarium virtuos ein. Stilistisch führt er zudem seinen in der Oper Der singende Teufel (1928) begonnenen Stil und die im Vorwort des Christophorus (1932) erläuterten Ziele fort. Somit ergibt sich eine „montageartige Verbindung dieser heterogenen Techniken, die nicht selten eklektische Züge trägt.“ Schreker selbst schrieb darüber:

„Der kompositorische Stil des Werkes ist Gott sei Dank nicht sehr einheitlich. Meiner sündigen musikalischen Vergangenheit entsprechend, glitzern die Partien der Versuchung in den mir eigenen (von Gott gegebenen) Farben, die die Verächter dieser Art so schmerzlich beim ‚Singenden Teufel‘ vermißt haben. Wogegen in den anderen Teilen dem strengen und herben Zug der Zeit und meiner eigenen Läuterung Rechnung getragen ist. Obwohl ich Jazzmusik nicht unterbringen konnte, hoffe ich doch, daß es nicht langweilig und – modern genug geworden ist.“

Schon durch den Untertitel „Große Zauberoper“ wird deutlich, dass es sich beim Schmied von Gent um eine Verschmelzung der beiden Gattungen der „Großen Oper“ (der französischen Grand opéra) und der Zauberoper handelt. Für die Grand opéra typisch sind das historische Sujet, die musikalische Darstellung der entsprechenden Epoche durch couleur locale und die großen aus kontrastreichen Einzelszenen zusammengesetzten Tableaus.:54f
Das Zwischenspiel nach dem Geusenlied im ersten Akt, das wie eine atonale Doppelfuge beginnt, beschreibt programmatisch den Wettstreit der beiden konkurrierenden Schmiede Smee und Slimbroek und bezieht dabei auch das Pferd des Don d’Avila mit ein, dessen Sturz zum Auslöser für den finanziellen Untergang Smees wurde. Das erste Thema der Fuge ist Slimbroek zugeordnet. Es erscheint als dessen Leitmotiv auch später in der Oper. Es entspricht parodistisch entstellt dem typischen barocken Themenaufbau aus Kopf, Fortspinnung und Kadenz. Das eigentliche Thema enthält elf Töne. Im Programmheft der Bielefelder Produktion ist es folgendermaßen beschrieben::56f

„Der Themenkopf ‚hinkt‘ über verminderte Oktave und große Septime, der nicht enden wollende Terzfall vor der unerwarteten, banalen Baßklausel Des-Ges (‚Dominante–Tonika‘), die den Bewegungsfluß ruckartig abbremst, scheint Slimbroeks bevorstehenden Sturz in die Leie tonsymbolisch zu fassen.“

Das zweite Fugenthema stellt mit prägnanten Schlägen den Schmied Smee dar:
In den kontrapunktischen Stimmen findet sich auch das Motiv für das Pferd, das zuvor bei den Worten „das verhungerte Vieh“ erklungen war:
Weitere humorvolle Stellen sind „Trauermarsch und Wanderweise“ nach Smees Tod (von Schreker selbst als „parodistisch“ bezeichnet), Smees stark mit „Blumen“ (Koloraturen) ausgeschmückte „Pflaumenweise“ im zweiten Akt und sein Einzug in das Paradies am Ende der Oper.:57f
An einigen Stellen greift Schreker auf klangmalerische Techniken zurück. Ein Beispiel ist das „Niederflattern des Kontrakts“, das im ersten und im dritten Akt auftaucht::57

### Orchester
Die Orchesterbesetzung der Oper enthält die folgenden Instrumente:
- Holzbläser: drei Flöten (2. und 3. auch Piccolo), drei Oboen (3. auch Englischhorn), zwei Klarinetten (beide auch A-Klarinette und Es-Klarinette), Altsaxophon (auch Tenorsaxophon), Bassklarinette, drei Fagotte (3. auch Kontrafagott)
- Blechbläser: vier Hörner, drei Trompeten, drei Posaunen, Tuba (auch Kontrabasstuba)
- Pauken, Schlagzeug (sieben Spieler): große Trommel, kleine Trommel, Becken, Tamtam, großes Tamtam, Kastagnetten, Triangel, Tamburin, Rührtrommel, antike Zimbeln, Glocken, Glockenspiel, Xylophon, Windmaschine, Donnermaschine
- zwei Harfen
- Klavier, Celesta
- Streicher: Violinen 1, Violinen 2, Bratschen, Violoncelli, Kontrabässe
- Bühnenmusik auf der Szene: drei Naturtrompeten in C, Schlagzeug (große Trommel, Glocken), Harmonium oder Orgel
- Bühnenmusik hinter der Szene: drei Teufelsstimmen (Sopran, Tenor, Bass), zwei Stimmen (Sopran, Tenor)

Die Teufelsstimmen werden von den Sängern der Astarte, des Jakob Hessels und des Herzogs Alba gesungen, die Knabenstimmen durch Messingrohr oder Lautsprecher verstärkt.

## Werkgeschichte
Der Schmied von Gent ist Schrekers letzte Oper. Nach dem schwachen Erfolg seiner Oper Der singende Teufel von 1928 und dem vor der Uraufführung zurückgezogenen experimentelleren Christophorus von 1929 beschloss er, „einmal ein ganz primitives, naives Theaterwerk, eine Oper für Jedermann“ zu komponieren. Der Gedanke dazu kam ihm nach eigener Aussage während einer Kasperltheatervorführung in Pallanza am Lago Maggiore, und hier entschied er sich auch für die Erzählung Smetse Smee aus Charles De Costers 1858 erschienener Sammlung Légendes flamandes, deren Handlung ihm wie eine „Oper à la Breughel“ vorkam.:2 Die Sammlung lag Schreker in einer deutschen Übersetzung Albert Wesselskis von 1916 mit dem Titel Vlämische Mären vor. Das Libretto schrieb er, wie bei den meisten seiner Opern, selbst. Er nannte die Oper zunächst Smee, der berühmte Schmied. Den Text stellte er bereits Ende 1929 fertig. An der Musik arbeitete er noch bis zum Sommer 1931. Die Reinschrift der Partitur lag im März 1932 vor.
Die Uraufführung fand am 29. Oktober 1932 in der Städtischen Oper Berlin statt. Es sangen Wilhelm Rode (Smee), Charlotte Müller (Smees Frau), Josef Burgwinkel (Flipke), Harry Steier (Slimbroek), Elisabeth Friedrich (Astarte), Wilhelm Guttmann (Herzog Alba), Wilhelm Gombert (Jakob Hessels), Rudolf Gonszar (heiliger Josef), Anita Gura (Maria) und Anton Baumann (heiliger Petrus). Die musikalische Leitung hatte Paul Breisach, Regie führte Rudolf Zindler, und das Bühnenbild stammte von Caspar Neher. Trotz des volkstümlichen Themas der Oper wurde die Aufführung von antisemitischen Randalierern gestört. Der Intendant Carl Ebert expedierte persönlich ein Dutzend von ihnen aus dem Saal. Haidy Schreker-Bures, die Tochter von Schrekers Witwe, schrieb: „Der Skandal bei der Premiere, der das Werk vom Spielplan verbannte, war von den Nazis angezettelt worden. Man schrie ‚Jude‘ (sein Vater war jüdischer Abstammung) und pfiff auf Hausschlüsseln.“:8 Mit Bezug auf die Nacktszene der Astarte warf man Schreker „dekadente Erotomanie“ vor. Die Oper konnte nur fünf Mal gespielt werden, obwohl sie den Kritiken zufolge beim Publikum gut ankam.:53
Erst 1981 erlebte Der Schmied von Gent eine angemessene Würdigung an der Deutschen Staatsoper Berlin in einer Inszenierung von Erhard Fischer mit einem Bühnenbild von Valeri Lewenthal und Kostümen von Marina Sokolewa. Die musikalische Leitung hatte Rolf Reuter. Zu den Sängern zählten Jürgen Freier (Smee), Günther Kurth (Slimbroek) und Ulrike Joannou (Astarte).
Eine weitere erfolgreiche Produktion gab es 1992/1993 an den Bühnen der Stadt Bielefeld in einer Inszenierung von John Dew, die im Rahmen der „Tage des Neuen Musiktheaters in Nordrhein-Westfalen“ auch im Juni 1993 als Gastspiel am Opernhaus Wuppertal und im Musiktheater im Revier in Gelsenkirchen gezeigt wurde. Das Bühnenbild stammte von Thomas Gruber, die Kostüme von Wolfgang Kalk und die Choreographie von Wolfgang Geisendoerfer. Unter der Leitung von Rainer Koch sangen u. a. Erling Onsager (Smee), Krystyna Michałowska (Smees Frau), Lassi Partanen (Flipke), Ulrich Neuweiler (Slimbroek), Diane Jennings (Astarte), Wladimir Miakotin (Alba), Richard Panzner (Jacob Hessels) und Nikolaus Bergmann (Josef).
2010 wurde Der Schmied von Gent in einer Inszenierung von Ansgar Weigner am Opernhaus Chemnitz gespielt. Für die Bühne war Siegfried E. Mayer verantwortlich, für die Kostüme Claudia Möbius. Der Dirigent war Frank Beermann. Ein Mitschnitt der Premiere wurde live im Deutschlandradio Kultur übertragen und anschließend auf CD veröffentlicht.
2020 kam an der Vlaamse Opera eine Neuproduktion in der Regie und im Bühnenbild von Ersan Mondtag und mit Alejo Pérez als Musikalischem Leiter heraus. Die Kostüme schuf Josa Marx, in den Hauptrollen waren Leigh Melrose (Smee), Kai Rüütel (Smees Frau), Vuvu Mpofu (Astarte) und Michael J. Scott (Slimbroek) besetzt. Der Regisseur verlegte die Handlung in die einstige belgische Kolonie Kongo. Koproduziert wurde die Inszenierung mit dem Nationaltheater Mannheim, wo sie im März 2025 Premiere hatte. Unter der Leitung von Jānis Liepiņš sangen dabei Joachim Goltz (Smee), Julia Faylenbogen (Smees Frau) und Seunghee Kho (Astarte).
2023 inszenierte Magdalena Fuchsberger die Oper am Theater Münster. Die musikalische Leitung hatte Henning Ehlert.

## Aufnahmen
- 28. Januar bis 2. Februar 2010 – Frank Beermann (Dirigent), Robert-Schumann-Philharmonie, Chor und Kinderchor der Oper Chemnitz.
 Oliver Zwarg (Smee), Undine Dreißig (Smees Frau), André Riemer (Flipke), Edward Randall (Slimbroek), Judith Kuhn (Astarte), Martin Gäbler (Herzog Alba), Viktor Sawaley (Jakob Hessels), Matthias Winter (heiliger Josef), Anna Erxleben (Maria), Kouta Räsänen (heiliger Petrus).
 Aus dem Opernhaus Chemnitz.
 CPO 777 647-2.[10]
- 28. Februar 2020 – Alejo Pérez (Dirigent), Ersan Mondtag (Inszenierung und Szenographie), Josa Marx (Kostüme),  Rainer Casper (Licht), Yevgeniy Kolesnyk (Choreografie), Sinfonieorchester und Chor des Opera Ballet Vlaandere.
 Leigh Melrose (Smee), Kai Rüütel (Smees Frau), Daniel Arnaldos (Flipke), Michael J. Scott (Slimbroek), Vuvu Mpofu (Astarte), Leon Košavić (Herzog Alba), Nabil Suliman (Jakob Hessels), Ivan Thirion (heiliger Josef), Chia-Fen Wu (Maria), Justin Hopkins (heiliger Petrus).
 Video; live aus dem Opera Ballet Vlaanderen.
 Videostream bei Operavision.[11]